# Imitation (musique)
Pour les articles homonymes, voir Imitation.

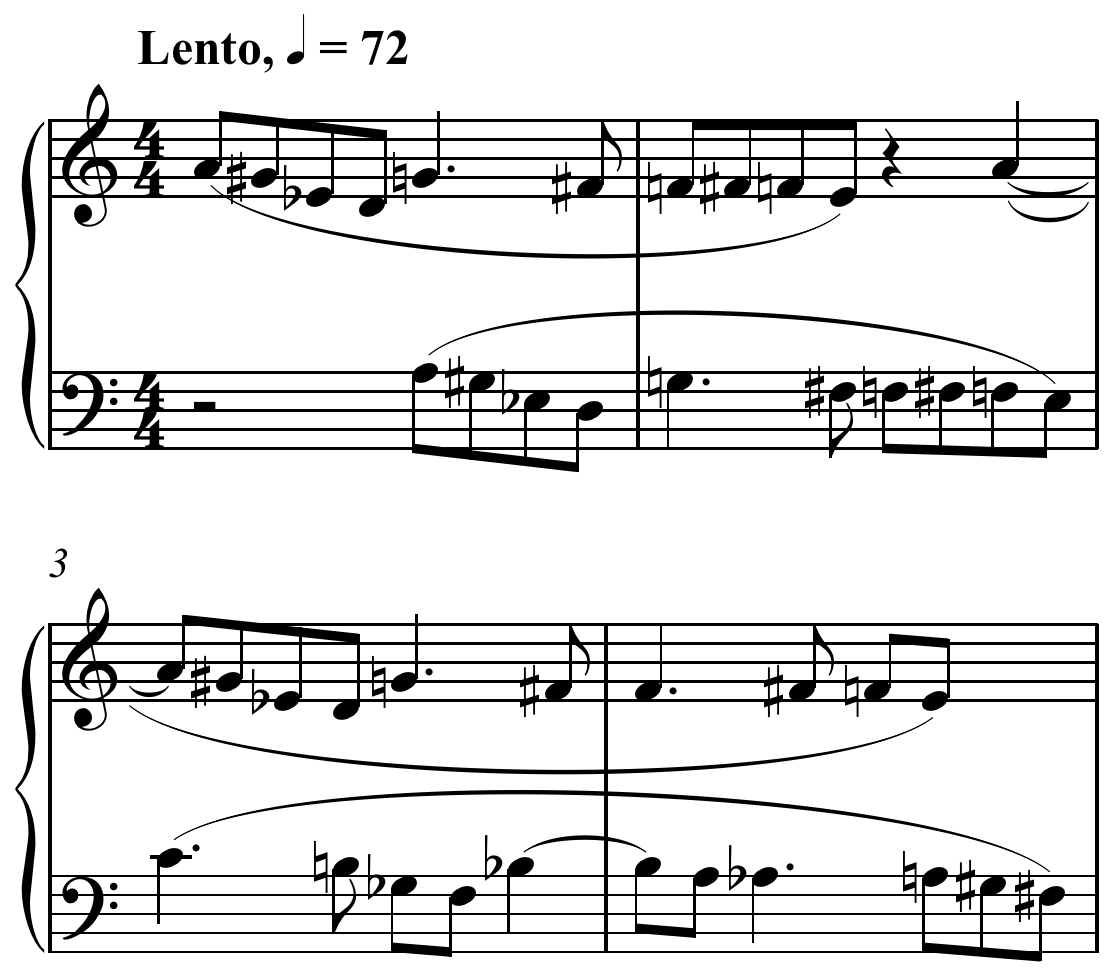
Pièce de Bartok basée sur l'imitation.

L’imitation (du latin : imitatio) est en musique, un procédé de composition très employé, où le thème (sujet), un dessin mélodique ou un motif du morceau de musique se répète successivement plus ou moins littéralement dans différentes voix. Le canon est basé sur le principe de l'imitation.

## Vocabulaire
L'imitation est l'un des fondements de l'écriture polyphonique et un cas particulier du contrepoint.
Dans la terminologie récente, la première entrée du motif, généralement assez court, porte le nom de proposition (ou antécédent) et les imitations suivantes des réponses (ou conséquent).
L'usage de l'imitation contribue à garder l'unité d'une composition, jusqu'à en devenir un principe systématique : l'imitation est le seul principe qui anime le canon (règle) – l'imitation chevauchant l'antécédent – ; le plus important du ricercare et de la fugue, qui sont le plus haut degré d'élaboration du procédé, et chacun, un cas particulier d'application.
Le motif ou dessin mélodique, est énoncé à différentes voix à des hauteurs variables (unisson, tierce, quarte, quinte, octave...), supérieures ou inférieures. On trouve parfois l'intervalle désigné strictement (à la dixième) et d'autres fois réduit à l'intervalle simple (à la tierce). Par défaut l'intervalle est ascendant, mais certains auteurs négligent de préciser lorsqu'il est descendant, ce qui introduit des ambiguïtés. Si la proposition est reproduite systématiquement dans toutes les voix, on parle d'imitation syntaxique ou continue (« un style d'imitation syntaxique » comme le nomme Charles Van den Borren à propos des successeurs de Josquin),.

## Parfaite ou imparfaite
L'imitation est dite parfaite, régulière, stricte ou réelle,, quand les réponses reproduisent parfaitement les intervalles caractéristiques du modèle,.
L'imitation est imparfaite ou irrégulière, dans le cas contraire. C'est le cas lorsque l'imitation est à la tierce, la quarte ou la quinte de l'antécédent, nécessitant alors des adaptations pour redevenir régulière et rester dans la tonalité du morceau.
Elle est dite libre ou analogique lorsque le dessin du motif est plus ou moins approximatif et qu'on lui apporte des aménagements de rythmes ou d'intervalles pour la plier au contrepoint ; rythmique si elle en imite le seul rythme.

## Procédés
L'imitation peut utiliser une variété de procédures typiques, :
- imitation inverse, lorsque la réponse inverse le sens des intervalles de la proposition (une tierce ascendante devient une tierce descendante, etc.) ; l'imitation est le reflet d'un miroir placé parallèlement à la portée ; une « fugue miroir » fait un usage privilégié de ce procédé ;

- imitation rétrograde (« à l'écrevisse »), lorsque la réponse coïncide avec la proposition mais à reculons, partant de la dernière à la première note ; le miroir est cette fois-ci placé perpendiculairement à la portée ; ce procédé est le plus rarement utilisé[7] ;
- imitation inverse rétrograde, qui est la combinaison des deux procédures précédentes ;
- imitation par augmentation, lorsque la réponse double les valeurs rythmiques de la proposition ; et diminution si la réponse divise par deux les valeurs rythmiques ;

L'imitation peut également être la reproduction d'une phrase en rosalie, c'est-à-dire sur différents degrés de l'échelle.
Tous ces artifices pouvant être combinés les uns aux autres. La proposition peut être lue en retournant la partition et l'on obtient alors une combinaison du mouvement contraire et du rétrograde. L'imitation échappe alors à la conscience de l'auditeur.
Enfin lorsque toutes les voix s'emparent systématiquement du même motif en continu, l'imitation devient, d'après l'allemand, une durchimitation, c'est-à-dire une « imitation continue », qu'on trouve dans les motets du XVIe siècle, notamment de Roland de Lassus et Palestrina (Sicut cervus desiderat).

## Histoire
Le mot apparaît pour la première fois dans le sens moderne chez Bartolomé Ramos de Pareja dans son Musica Practica (1482), mais à la Renaissance le procédé est désigné de différentes façons. « Fuga » chez Johannes Tinctoris (Terminorum musicæ diffinitorium, vers 1472-1475) ; alors que Pietro Aaron (Lucidario, 1545) différencie « canone » (identité des intervalles) de « fuga » (dans le cas contraire). Zarlino dans Istitutioni harmoniche (1558) distingue précisément « fuga sciolta » (« fugue libre ») – lorsque le sujet est imité approximativement, de « fuga legata » (« fugue liée » ou stricte) lorsque le sujet est respecté jusqu'à la fin (écriture canonique),.
Pratiqué dès l'antiquité jusqu'à nos jours (notamment dans la musique sérielle, initiée au XXe siècle par Arnold Schönberg), le procédé de l'imitation commence à se développer à l'époque médiévale, et continue son évolution bien au-delà du XVe siècle. Pérotin, un des maîtres de l'École de Notre-Dame, l'utilise déjà dans l'organum quadruple Sederunt principes (1199). Plus tard, aux XIVe siècle et au XVe siècle, Ciconia et Hugo de Lantins par exemple en sont friands. Le procédé se développe de plus en plus à l'époque de Josquin (XVe–XVIe siècles) pour connaître son apogée dans le motet où le madrigal au XVIe siècle, son usage étant particulièrement prisé à la période Renaissance, puis à l'époque baroque où il est un principe de composition très répandu.

## Musique populaire
Dans la musique populaire — negro spiritual, jazz, rock, musique de variétés — l'imitation est utilisée par un chœur qui répète le refrain des dernières notes du chanteur.